# Shy Ely
Shyron Quonell "Shy" Ely (Washington, Pensilvania, 16 de julio de 1987) es un baloncestista estadounidense que pertenece a la plantilla del MLP Academics Heidelberg de la ProA, la segunda división alemana. Con 1,93 metros de estatura, juega en la posición de escolta.

## Trayectoria deportiva

### Universidad
Jugó cuatro temporadas con los Purple Aces de la Universidad de Evansville, en las que promedió 11,8 puntos, 4,5 rebotes y 1,6 asistencias por partido. En su primera temporada fue incluido en el mejor quinteto freshman de la Missouri Valley Conference, mientras que en la última fue incluido en el mejor quinteto de la conferencia.

### Profesional
Tras no ser elegido en el Draft de la NBA de 2009, realizó una prueba con los Iowa Energy de la D-League en el mes de noviembre, pasando a formar parte de la plantilla, promediando 3,8 puntos y 1,5 rebotes por partido en su primer año.
Al año siguiente renovó con el equipo, pero una lesión en el mes de diciembre hizo que se perdiera gran parte de la temporada. En noviembre de 2011 fue traspasado a los Dakota Wizards, con los que disputó la temporada 2011-2012, en la que acabó promediando 8,2 puntos y 2,3 rebotes por encuentro.
En 2012 cruza el Atlántico para fichar con el BC Boncourt Red Team de la liga suiza, donde jugó una temporada en la que promedió 18,3 puntos y 4,8 rebotes por partido. Al año siguioente recayó por primera vez en el MLP Academics Heidelberg de la ProA alemana, el segundo nivel del país, donde en su primera temporada realizó los mejores números de su carrera, al acabar con 20,3 puntos, 4,4 rebotes y 2,8 asistencias por partido, el segundo mejor anotador de la liga ese año, tras Garrett Sim.
En 2014 firmó contrato con el Le Mans Sarthe Basket de la Pro A francesa, donde en su única temporada promedió 7,5 puntos y 1,7 rebotes por partido, regresando al año siguiente al equipo alemán, desde donde tras sólo tres partidos, en el mes de octubre de 2015 fichó por el Crailsheim Merlins de la Basketball Bundesliga, la máxima categoría del baloncesto germano. Jugó una temporada como titular, en la que promedió 10,0 puntos y 3,0 rebotes por partido, tras la cual regresó de nuevo al Heidelberg, equipo al que pertenece en la actualidad.